# Bistum Huancavelica
Das Bistum Huancavelica (lat. Dioecesis Huancavelicensis) ist ein in den zentralperuanischen Anden gelegenes römisch-katholisches Bistum mit Sitz in Huancavelica.
Es ist dem Erzbistum Ayacucho o Huamanga als Suffraganbistum unterstellt.
Das Bistum Huancavelica wurde am 18. Dezember 1944 aus Gebietsabtretungen des Bistums Ayacucho o Huamanga errichtet.
Es umfasst das Gebiet der Region Huancavelica.

## Bischöfe von Huancavelica
- Alberto Maria Dettmann y Aragón OP, 6. Juli 1945 – 28. Juni 1948, dann Bischof von Puno
- Carlos Maria Jurgens Byrne CSsR, 13. Januar 1949 – 7. Februar 1954, dann Militärbischof von Peru
- Florencio Coronado Romaní CSsR, 1. März 1956 – 14. Januar 1982
- William Dermott Molloy McDermott, 14. Januar 1982 – 18. Juni 2005
- Isidro Barrio Barrio, 18. Juni 2005 – 21. Mai 2021
- Carlos Alberto Salcedo Ojeda OMI, seit 21. Mai 2021

## Siehe auch

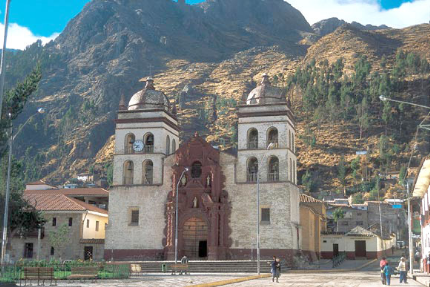
Kathedrale San Antonio in Huancavelica